# Jimbaran (ort i Indonesien)
Jimbaran är en ort i Indonesien.   Den ligger i provinsen Provinsi Bali, i den sydvästra delen av landet, 1 000 km öster om huvudstaden Jakarta. Jimbaran ligger upp till 60 meter över havet och antalet invånare är 1 785. Den ligger på ön Bali.
Terrängen runt Jimbaran är lite kuperad. Havet är nära Jimbaran åt nordväst. Närmaste större samhälle är Denpasar, 16,8 km norr om Jimbaran. 